# Conicera formosensis
Conicera formosensis är en tvåvingeart som beskrevs av Charles Thomas Brues 1911. Conicera formosensis ingår i släktet Conicera och familjen puckelflugor. Inga underarter finns listade i Catalogue of Life.